# Сигізмунд, великий герцог Тосканський
Ерцгерцог Сигізмунд Австрійський, Великий герцог Тосканський (повне ім'я Сигізмунд Отто Марія Йозеф Готтфрід Генріх Ерік Леопольд Фердинанд фон Габсбург-Лотаринзький нім. Sigismund Otto Maria Josef Gottfried Henrich Erik Leopold Ferdinand Von Habsburg-Lothringen; 21 квітня 1966, Лозанна, Швейцарія) — нинішній голова Тосканської гілки Габсбург-Лотаринзького дому, великий герцог Тоскани з 18 червня 1993 року.

## Біографія
Сигізмунд є сином ерцгерцога Леопольда Франца та його першої дружини принцеси Летиції д'Аренберг. Сигізмунд виховувався в Уругваї та Швейцарії. Сім'я його матері має власність в Уругваї. Здобув освіту фахівця з інформатики, надалі працював банкіром.
У 1993 році батько Сигізмунда Леопольд Франц відмовився від своїх прав як Великого герцога Тоскани на користь Сигізмунда, тому що його другий шлюб (після розлучення) суперечив законам Римо-католицького ордену святого Стефана, головою якого він тоді був.

## Ордени
Сигізмунд є великим магістром династичних надород: ордена Святого папи Стефана, ордена Святого Йосипа, двох вищих лицарських орденів дому Тоскани, а також Ордену Заслуг цивільних та військових. Він також є покровителем Готського альманаху.

## Сім'я
У 1999 році Сигізмунд одружився з Еліссою Едмонстоун, єдиною дочкою сера Арчибальда Брюса Едмонстоуна, 7-го баронета. Ерцгерцогиня Елісса є третьою двоюрідною сестрою Камілли Паркер Боулз, герцогині Корнуольської. Розлучилися 25 червня 2013 року. У них є троє дітей: 
- Ерцгерцог Леопольд Амадео, великий князь Тоскани (народився 9 травня 2001 року в Глазго), спадкоємець голови Тосканського дому;
- Ерцгерцогиня Тетяна Австрійська, княгиня Тоскани (народилась 3 березня 2003 року в Лівінгстоні);
- Ерцгерцог Максиміліан Австрійський, князь Тоскани (народився 27 травня 2004 р. в Лівінгстоні).

Сигізмунд проживає в Лозанні.